# Joseph Gungl
Joseph Gungl, en allemand Josef Gung’l, né le 1er décembre 1809 à Zsámbék et mort le 1er février 1889 à Weimar, est un compositeur et chef d'orchestre autrichien.

## Biographie
Josef Gung'l travaille à partir de 1834 comme hautboïste et chef d'orchestre d'une fanfare militaire autrichienne. Il fonde son propre ensemble en 1843 à Berlin et fait des tournées de concerts en Russie et aux États-Unis. Il est nommé Kaiserlicher Hofkapellemeister (maître de chapelle à la cour impériale).
En 1868, il crée à Bad Reichenhall (Bavière) un orchestre de valse hongrois-allemand, qui existe encore aujourd’hui sous le nom de Philharmonie de Bad Reichenhall (de), représentatif de la « musique de cure » allemande.
Il enseigne ensuite la musique à Schwerin en Mecklembourg-Poméranie-Occidentale.
Gung'l vit à Munich à partir de 1864 puis à Francfort (1873), tout en conduisant des tournées internationales, notamment à Londres (Covent Garden). Le compositeur était le père de la chanteuse d’opéra Virginia Naumann-Gungl, soprano (1848-1915), auprès de laquelle il se retire à Weimar à la fin de sa vie.

## Œuvres
Gung'l a composé plus de quatre cents valses, polkas, mazurkas ou marches. Ses œuvres les plus populaires sont la valse de concert Rêves sur l’océan (Träume auf dem Ozean) et la Marche hongroise (Ungarische Marsch), sur un thème composé par un Bohémien au XVIIe siècle. Cette marche, considérée comme l'air national des Magyars, dite aussi Marche de Rakoczy, a été orchestrée et aussi transcrite pour piano par Liszt. Elle est devenue définitivement célèbre dans la version de Berlioz pour La Damnation de Faust. Pour Nietzsche, elle est la plus belle marche du monde (Aurore 4 (242), p. 440 Gallimard 1970)
Josef Gung'l est également l’auteur d'une valse intitulée Les Hydropathes (Walzer. Die Hydropathen, opus 149), une pièce dont le nom frappa le poète et romancier français Émile Goudeau (1849-1906). Il intitula le club littéraire parisien qu’il anime entre 1878 et 1880 Les Hydropathes.
La musique de Josef Gung'l se caractérise par des mélodies fluides, au rythme bien marqué, avec un style proche de celui de Johann Strauss.

## Sources et bibliographie
- Article « Gungl Joseph » dans Österreichisches Biographisches Lexikon 1815–1950 (ÖBL). Band 2, Verlag der Österreichischen Akademie der Wissenschaften, Vienne, 1959.
- Article « Gung'l, Josef » in Encyclopædia Britannica, volume 28, Londres, 1911.
- Iconographie : Le site de la Bnf Gallica propose deux portraits de Joseph Gungl[6].
- Peter Thiebes: Zur Geschichte der Unterhaltungsmusik. Dargestellt am Wirken des Tanzkomponisten und Orchesterleiters Joseph Gungl im Berlin der 1840-er Jahre (Magisterarbeit Ruhr-Universität-Bochum 1986).

### Galerie

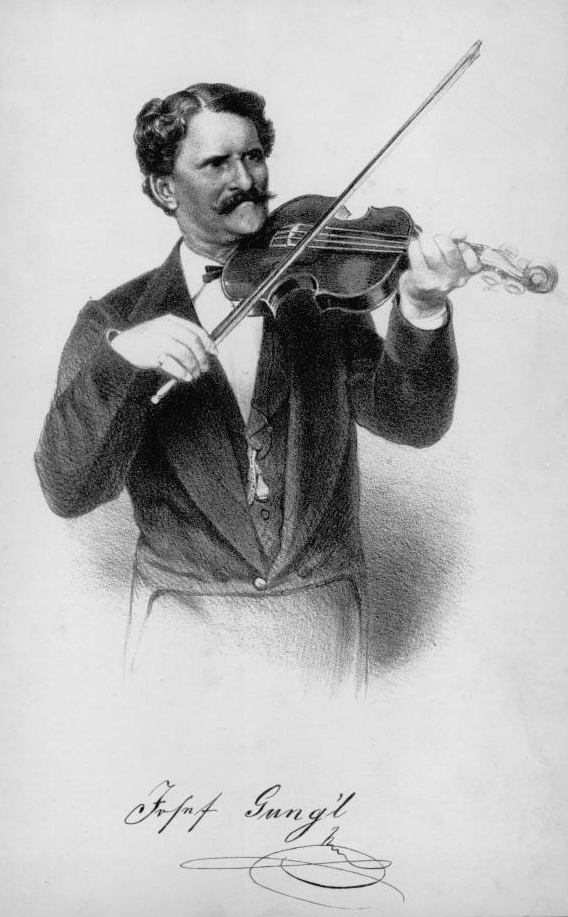
Joseph Gungl
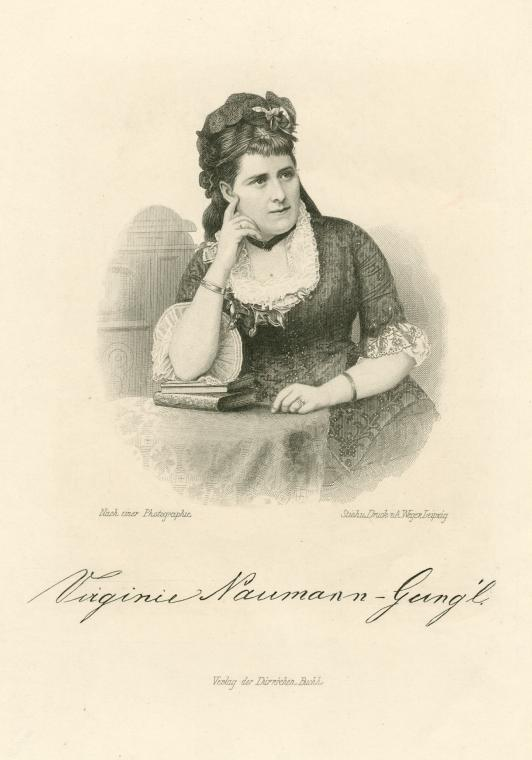
Virginia Naumann-Gungl, soprano (1848-1915), fille de Joseph Gungl, par August Weger (1823-1892)
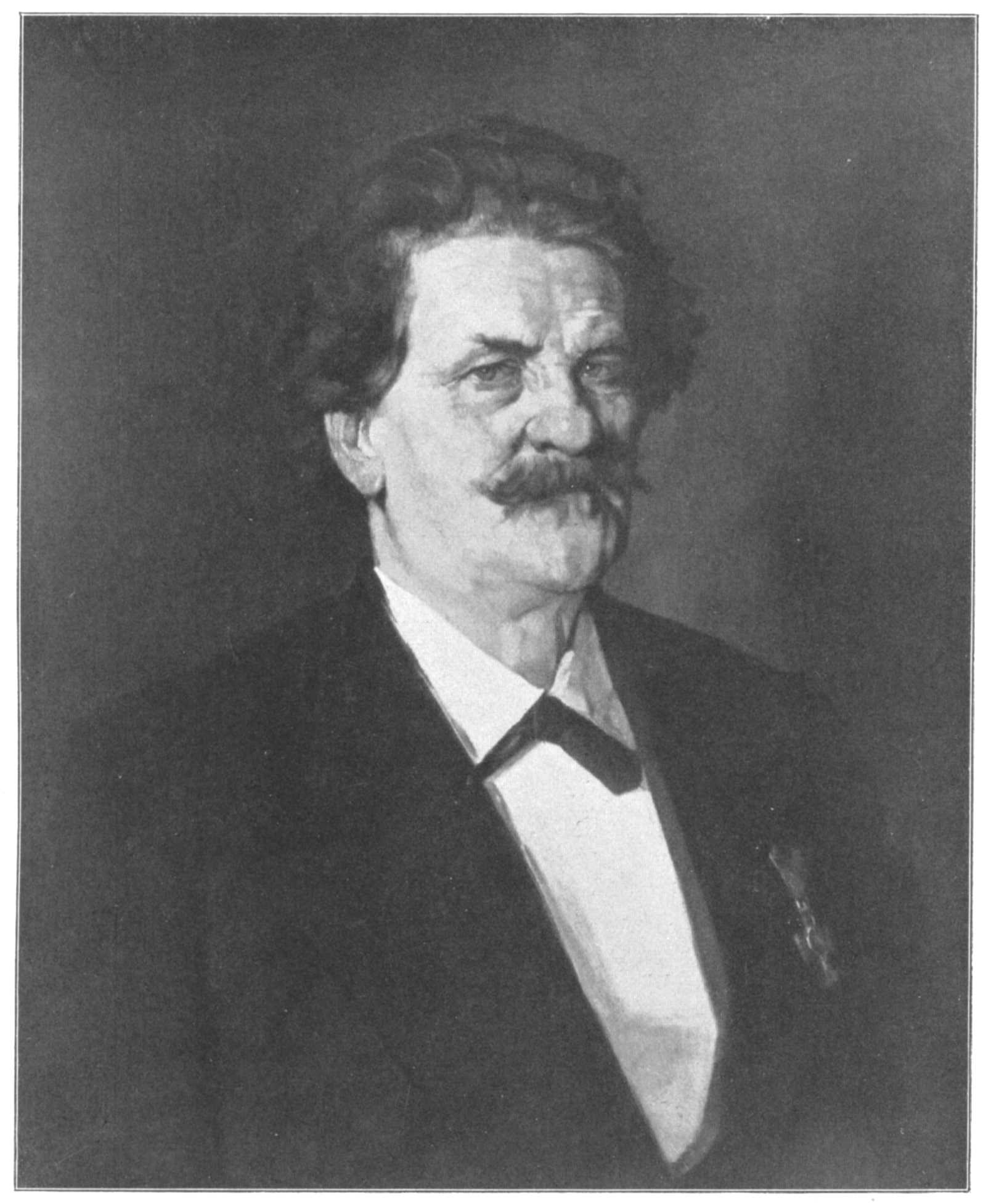
Joseph Gungl par Wilhelm Trübner